# Jednostka regionalna Chios
Jednostka regionalna Chios (nwgr.: Περιφερειακή ενότητα Χίου) – jednostka administracyjna Grecji w regionie Wyspy Egejskie Północne. Powołana do życia 1 stycznia 2011, zamieszkana przez 51 tys. mieszkańców (2021).
W skład jednostki wchodzą gminy:
- Chios (1),
- Inuses (2),
- Psara (3).

## Geografia
Jednostka regionalna Chios składa się z 5 głównych wysp i archipelagów:
- Andipsary;
- Chios;
- Inuses;
- Kalogeri;
- Psary.

Podsumowując, jednostka regionalna Chios (wraz z jednostką regionalną Lesbos oraz azjatycką częścią Sporad Południowych) stanowi integralną część Grecji w Azji. Jest tak, ponieważ 4 ze wszystkich wysp i archipelagów, czyli: Andipsara, Chios, Inuses i Psara, geograficznie przynależą do kontynentu azjatyckiego. Natomiast mały archipelag Kalogeri, przynależący do jednostki regionalnej Chios i będący jej najdalszym i nieodkrytym punktem, geograficznie przynależy do kontynentu europejskiego. Więc się okazuje, że cała jednostka regionalna Chios jest punktem przejściowym między Europą a Azją, tak samo jak Sporady Południowe, ze względu na przynależność należącego do niej archipelagu Kalogeri do Europy.